# مقاطعة كينغفيشر (أوكلاهوما)
مقاطعة كينغفيشر (بالإنجليزية: Kingfisher County)‏ هي إحدى مقاطعات ولاية أوكلاهوما في الولايات المتحدة الأمريكية.